# Arun Jaitley

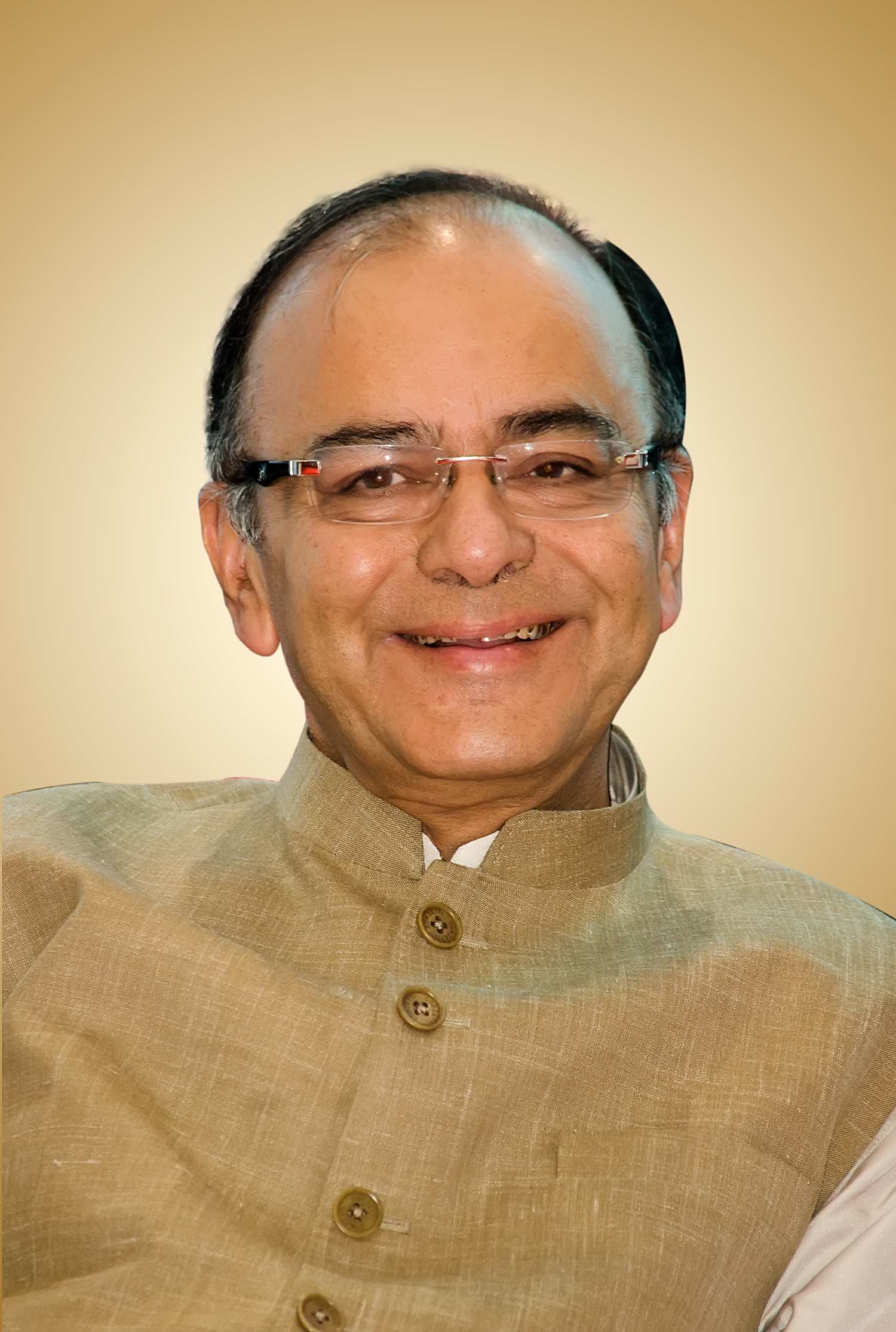
Arun Jaitley (2015)

Arun Jaitley (Hindi अरुण जेटली Aruṇ Jeṭalī; * 28. Dezember 1952 in Neu-Delhi; † 24. August 2019 ebenda) war ein indischer Rechtsanwalt und Politiker der Bharatiya Janata Party (BJP), und war vom 26. Mai 2014 bis zum 30. Mai 2019 Finanzminister sowie Verteidigungsminister im Kabinett Modi I.

## Leben

### Studium und Rechtsanwalt
Jaitley, dessen Vater ebenfalls Rechtsanwalt war, stammte aus einer Familie, die nach der Teilung Indiens gezwungen war, aus dem heute zu Pakistan gehörenden Teil des Punjab nach Indien umzusiedeln. Er absolvierte nach dem Schulbesuch ein Studium der Rechtswissenschaften an der University of Delhi. Bereits als Student begann sein politisches Engagement in einer Bewegung gegen Korruption. Er engagierte sich während seines Studiums ferner als 1974 Vorsitzender der dortigen Studentenvertretung (Delhi University Students Union) sowie zugleich als Vorsitzender der Studentenorganisation des Bundes der Hindu-Nationalisten RSS (Rashtriya Swayamsevak Sangh). Nachdem durch Premierministerin Indira Gandhi 1975 der Notstand ausgerufen wurde, wurde Jaitley 19 Monate lang in sogenannte „Präventionshaft“ genommen.
Nach Abschluss des Studiums erhielt Jaitley 1977 seine Zulassung als Rechtsanwalt und später auch eine Zulassung am Obersten Gericht von Indien. Als Anwalt vertrat er neben The Coca-Cola Company auch Regisseure von Hindi-Filme und erwarb dadurch ein großes Vermögen, das er zuletzt mit 13 Millionen Euro angab.
1989 wurde Jaitley Beigeordneter Rechtsberater (Additional Solicitor General) der Regierung mit dem Titel eines Senior Advocate und war in dieser Funktion bis 1990 im Amt.
Im Juni 1998 war er Mitglied der Delegation bei der Generalversammlung der Vereinten Nationen während der Verabschiedung der Erklärung zu Gesetzen über Drogen und Geldwäsche. Neben seiner anwaltlichen Tätigkeit hielt er Vorlesungen und Vorträge über verschiedene rechtliche Themen wie IT-Konvergenz, Rundfunkrecht, Desinvestition sowie Reformen der Verfassung Indiens.

### Staatsminister, Abgeordneter der Rajya Sabha und Unionsminister

#### Kabinett Vajpayee
Am 13. Juni 1999 wurde er von Premierminister Atal Bihari Vajpayee zum Staatsminister im Ministerium für Information und Rundfunk in dessen Kabinett ernannt und bekleidete diese Funktion bis zum 30. September 2000. Zeitgleich war er zwischen dem 10. Dezember 1999 und Juli 2000 auch Staatsminister im Ministerium für Desinvestitionen. Während dieser Zeit wurde er im April 2000 als Kandidat der BJP als Abgeordneter in die Rajya Sabha, das Oberhaus des indischen Parlaments gewählt.
Nachdem er vom 23. Juli 2000 bis zum 6. November 2000 Staatsminister im Ministerium für Recht, Justiz und Unternehmensangelegenheiten gewesen war, wurde er am 7. November 2000 selbst Minister für Recht, Justiz und Unternehmensangelegenheiten und übte dieses Ministeramt bis zum 1. Juli 2002 aus. Zugleich war er vom 20. März 2001 bis zum 1. September 2001 auch Schifffahrtsminister.
Nachdem er im Juli 2002 Vertreter der Unionsregierung bei Gesprächen mit Vertretern der Regierung von Jammu und Kashmir und anderen Gruppen zur Übertragung von Machtbefugnissen in diesem Bundesstaat gewesen war, erfolgte am 29. Juli 2002 seine Berufung zum Mitglied des Universitätsgerichts der University of Delhi, dem er bis zum 29. Januar 2003 angehörte.
Nachdem Jaitley vom 1. bis zum 29. Januar 2003 Mitglied der Oberhausausschüsse für Inneres sowie für Auswärtige Angelegenheiten gewesen war, wurde er am 29. Januar 2003 von Premierminister Vajpayee wieder in dessen Kabinett berufen, und zwar als Minister für Recht und Justiz (Union Cabinet Minister for Law and Justice) sowie zeitgleich als Minister für Handel und Industrie (Union Cabinet Minister for Commerce and Industry). Er bekleidete diese Ministerämter bis zum Ende von Vajpayees Amtszeit am 20. Mai 2004. Als Handelsminister führte er Indien im Widerstand gegen die Industriestaaten in den Auseinandersetzungen der Welthandelsorganisation (WTO) um freiere Marktzugänge.

#### Generalsekretär der BJP und Oppositionsführer in der Rajya Sabha
Im Anschluss wurde er im Juli 2004 Generalsekretär der BJP und behielt diese Funktion bis Juni 2009. Daneben war er zwischen August 2004 und Mai 2009 Mitglied der Oberhausausschüsse für Privilegien sowie für Handel und ferner von Oktober 2004 bis Mai 2009 auch Mitglied des Beratungsgremiums des Innenministeriums. Zugleich gehörte er von März 2005 bis März 2010 auch wieder den Oberhausausschüssen für Inneres sowie für Auswärtige Angelegenheiten als Mitglied an. Er war seit Januar 2006 Mitglied des Indischen Rates für Weltangelegenheiten (Indian Council of World Affairs)
Im April 2006 wurde Jaitley bei einer Nachwahl als Mitglied der Rajya Sabha wiedergewählt und war zwischen August 2006 und Dezember 2009 Mitglied des Gemeinsamen Parlamentsausschusses zur Untersuchung der verfassungsmäßigen und rechtlichen Positionen des Amtes für Profit.
Nach seiner Wiederwahl als Abgeordneter in die Rajya Sabha bei der Parlamentswahl in Indien 2009 übernahm er dort am 3. Juni 2009 die Funktion des Oppositionsführers. In der Folgezeit wurde er im Juli 2009 Mitglied des Oberhausausschusses für allgemeine Angelegenheiten sowie im August 2009 sowohl Mitglied des Gemeinsamen Parlamentsausschusses für die Ausstellung von Porträtgemälden und Statuen von nationalen Führern und Parlamentariern im Parlamentsgebäude (Sansad Bhavan) sowie abermals Mitglied des Beratungsgremiums des Innenministeriums. Seit Dezember 2009 fungierte er darüber hinaus als Mitglied des Gemeinsamen Parlamentsausschusses für die Aufrechterhaltung des Erbcharakters und der Entwicklung des Parlamentsgebäudes sowie seit August 2012 als Mitglied der Railway Convention.

#### „Super-Minister“ im Kabinett Modi
Nach der Wahl, die zu einem erdrutschartigen Wahlsieg der BJP geführt hatte, wurde Jaitley am 26. Mai 2014 von Premierminister Narendra Modi zum Finanzminister (Union Cabinet Minister of Finance) sowie zugleich zum Verteidigungsminister (Union Cabinet Minister of Defence) in dessen Kabinett berufen und wurde damit zum einflussreichsten Minister in Modis Kabinett.

#### Tod
Nach der für die BJP erfolgreich verlaufenen Parlamentswahl 2019 verzichtete Jaitley auf ein erneutes Ministeramt im am 31. Mai 2019 vorgestellten Kabinett Modi II. Er begründete dies mit seiner angeschlagenen Gesundheit, die seine ganze Aufmerksamkeit erfordere.
Jaitley, der bekanntermaßen seit langem an einem Diabetes mellitus litt, wurde am 8. August 2019 wegen Atemproblemen in das All India Institute of Medical Sciences (AIIMS)-Krankenhaus in Neu-Delhi eingeliefert, wo er am 24. August 2019 verstarb. Indische Politiker der verschiedensten Richtungen, darunter insbesondere solche der BJP, gaben Kondolenzadressen ab.
Am 26. August 2019 wurden seine sterblichen Überreste mit vollen staatlichen Ehren auf dem Nigambodh Ghat nach hinduistischem Ritus kremiert.